# Etsuko Handa
Etsuko Handa (半田 悦子, Handa Etsuko), née le 10 mai 1965, est une joueuse internationale de football japonaise. Elle évoluait au poste de milieu de terrain.

## Biographie
Le 7 juin 1981, elle fait ses débuts avec l'équipe nationale japonaise, lors de la Coupe d'Asie, contre l'équipe de Taipei chinois.
Elle participe à six reprises à la Coupe d'Asie, en 1981, 1986, 1989, 1991, 1993 et enfin 1995. Elle atteint par trois fois la finale de cette compétition, en 1986, 1991 et 1995.
Elle dispute également deux Coupes du monde, en 1991 puis en 1995. Elle participe enfin aux Jeux olympiques d'été de 1996.
Elle compte un total 75 sélections pour 19 buts en équipe nationale du Japon entre 1981 à 1996.

## Statistiques
Le tableau ci-dessous présente les statistiques de Etsuko Handa en équipe nationale :
| Équipe du Japon | Équipe du Japon | Équipe du Japon |
| Année           | Matchs          | Buts            |
| --------------- | --------------- | --------------- |
| 1981            | 5               | 1               |
| 1982            | 0               | 0               |
| 1983            | 0               | 0               |
| 1984            | 3               | 0               |
| 1985            | 0               | 0               |
| 1986            | 13              | 2               |
| 1987            | 4               | 0               |
| 1988            | 3               | 1               |
| 1989            | 9               | 6               |
| 1990            | 6               | 4               |
| 1991            | 8               | 2               |
| 1992            | 0               | 0               |
| 1993            | 5               | 3               |
| 1994            | 5               | 0               |
| 1995            | 7               | 0               |
| 1996            | 7               | 0               |
| Total           | 75              | 19              |

## Palmarès

### En sélection nationale
- Finaliste de la Coupe d'Asie en 1986, 1991 et 1995
- Troisième de la Coupe d'Asie en 1989 et 1993

### En club
Avec le Suzuyo Shimizu FC Lovely Ladies
- Championne du Japon en 1989
- Vice-championne du Japon en 1990, 1991, 1992 et 1993
- Vainqueur de la Coupe du Japon en 1991
- Finaliste de la Coupe du Japon en 1989 et 1990